# غي بارميلين
غي بارميلين (ولد في 9 نوفمبر 1959 في بورسينس) هو سياسي سويسري، شغل منصب رئيس سويسرا في عام 2021، بعد أن شغل سابقًا منصب نائب رئيس سويسرا في عام 2020. كعضو في حزب الشعب السويسري، كان عضوًا في المجلس الاتحادي السويسري، منذ عام 2016. رئيس إدارة الشؤون الاقتصادية والتعليم والبحوث منذ عام 2019، وترأس سابقًا وزارة الدفاع والحماية المدنية والرياضة بين عامي 2016 و2018.

## روابط خارجية
- غي بارميلين على موقع IMDb (الإنجليزية)
- غي بارميلين على موقع مونزينجر (الألمانية)